# Music Industry Award voor Videoclip
De Music Industry Award voor Videoclip is een prijs die vanaf 2007 uitgereikt wordt tijdens de Vlaamse Music Industry Awards (MIA's). De winnaar wordt gekozen door de leden van de muziekindustrie. Met 5 awards op 7 nominaties is Stromae de absolute heerser van deze categorie. Ook Angèle en Milow wonnen de award al twee keer.  

## Winnaars
| Jaar | Winnaar                                                           | Genomineerden |
| ---- | ----------------------------------------------------------------- | --- |
| 2007 | Milow - You Don't Know                                            | - Fixkes - Kvraagetaan - Gabriël Rios - Angelhead - Axelle Red - Naïve                                                           |
| 2008 | Milow - Ayo Technology                                            | - Clouseau - Wat een leven - dEUS - Eternal Woman - Kate Ryan - Ella, elle l'a                                                   |
| 2009 | DAAN - Exes                                                       | - Das Pop - Never Get Enough - Hadise - Fast Life - The Hickey Underworld -Blonde Fire                                           |
| 2010 | Zornik - The Enemy                                                | - Marble Sounds - Sky High - Stromae - Alors on danse - Admiral Freebee - Look at what love has done                             |
| 2011 | Gotye - Somebody that I used to know                              | - Das Pop - The Game - Milow - You and Me (In My Pocket) - School is Cool - In Want of Something                                 |
| 2012 | Willow - Sweater                                                  | - The Hickey Underworld - In want of something - Dez Mona - Suspicion - dEUS - Quatre mains                                      |
| 2013 | Stromae - Formidable                                              | - DAAN - La crise - Marble Sounds - Leave a Light on - Stan Lee Cole - Seperated                                                 |
| 2014 | Stromae - Ta fête                                                 | - Kenji Minogue - Veranda - Magnus - Singing Man - Oscar and the Wolf - Strange Entity                                           |
| 2015 | Stromae - Quand c'est?                                            | - Balthazar - Bunker - Dimitri Vegas & Like Mike vs Ummet Ozcan - The Hum - Raving George feat. Oscar and the Wolf - You're Mine |
| 2016 | Compact Disk Dummies - Silver                                     | - TaxiWars - Bridges - Tourist LeMC - Horizon - Stikstof - Ja dan                                                                |
| 2017 | Millionaire - I'm Not Who You Think You Are                       | - Intergalactic Lovers - Between the Lines - Oscar and the Wolf - Breathing - Soulwax - Do You Want To Get Into Trouble          |
| 2018 | Stromae - Défiler                                                 | - Bazart - Grip (omarm me) - Angèle - La loi de Murphy - Black Box Revelation - Tattoed Smiles                                   |
| 2019 | Angèle - Balance ton quoi                                         | - Brihang - Steentje - Roméo Elvis - Malade - Zwangere Guy - Gorik Pt. 1                                                         |
| 2021 | Charlotte Adigéry - Bear With Me (and I'll stand bare before you) | - Angèle - Bruxelles je t'aime - Stromae - Santé - Brihang - Ver weg                                                             |
| 2022 | Stromae - L'enfer                                                 | - Charlotte Adigéry - Mantra - Pommelien Thijs - Ongewoon - Selah Sue - Pills                                                    |
| 2023 | Tamino & Angèle - Sunflower                                       | - Pommelien Thijs - Erop of eronder - dEUS - How to Replace It - Glints - All In - Gustaph - Because of You                      |
| 2024 | Sylvie Kreusch - Comic Trip                                       | - Pommelien Thijs - Het beste moet nog komen - Meltheads - Decent Sex - Aili - Nandakke? - Bolis Pupul - Completly Half          |

## Artiesten met meerdere awards
4× gewonnen
- Stromae

2× gewonnen
- Angèle
- Milow

## Artiesten met meerdere nominaties
7 nominaties
- Stromae

4 nominaties
- Angèle

3 nominaties
- dEUS
- Milow
- Oscar and the Wolf
- Pommelien Thijs

2 nominaties
- Brihang
- Charlotte Adigéry
- DAAN
- Das Pop
- The Hickey Underworld

Edities: 2007 · 2008 · 2009 · 2010 · 2011 · 2012 · 2013 · 2014 · 2015 · 2016 · 2017 · 2018 · 2019 · 2020 · 2021 · 2022 · 2023  · 2024 · 2025

 Prijzen: Beste album · Hit van het jaar · Pop · Solo man 
· Solo vrouw · Doorbraak · Videoclip